# Vadym Vorošylov
Vadym Oleksandrovyč Vorošylov, conosciuto anche col nome di battaglia: “Karaya” (in ucraino Вадим Олександрович Ворошилов?; Kremenčuk, 2 febbraio 1994), è un aviatore e militare ucraino, pilota di MiG-29 che, dopo aver affrontato numerose missioni di guerra sin dall’inizio dell’invasione russa dell'Ucraina e avendo precedentemente abbattuto 2 missili da crociera, il 12 ottobre 2022 precipitava durante l’intercettazione del suo 5º drone in un giorno e lanciato dai russi contro le infrastrutture energetiche civili del Paese.
Quantunque eiettatosi dal proprio velivolo in fiamme, considerato un asso dell'aviazione, per il suo valore dimostrato in combattimento e per aver abbattuto 5 velivoli nemici, il 5 dicembre 2022 il presidente Volodymyr Zelens'kyj lo ha insignito del titolo di Eroe dell'Ucraina con l'Ordine della Stella d'Oro.

## Onorificenze

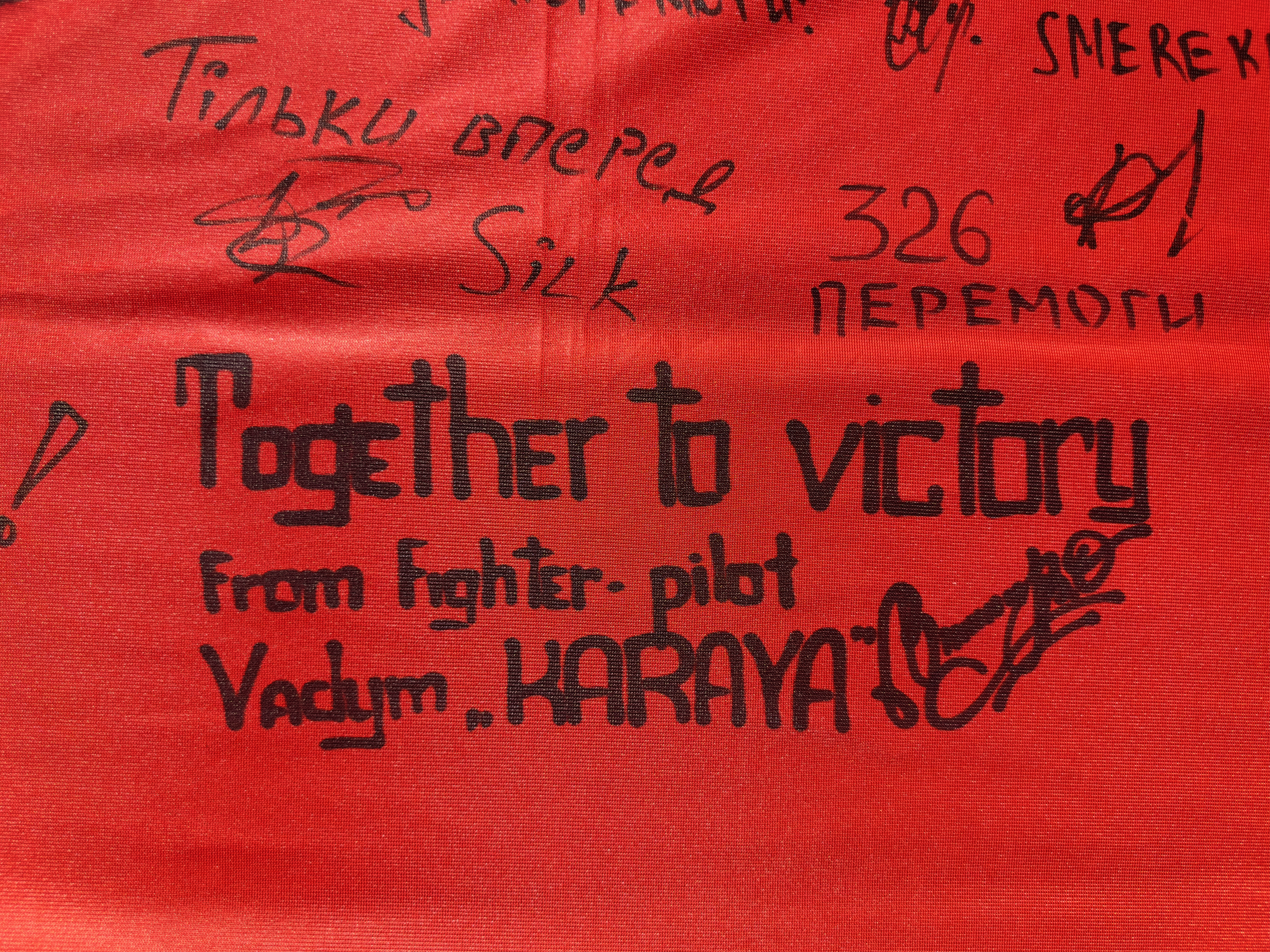
Insieme verso la vittoria (7 aprile 2023)